# Noordelijke rotspinguïn
De noordelijke rotspinguïn (Eudyptes moseleyi) is een pinguïnsoort die nauw verwant is aan de zuidelijke rotspinguïn (Eudyptes chrysocome). De soort werd in 1921 als ondersoort Eudyptes serresianus moseleyi beschreven. De soort ontleent zijn naam aan de Britse onderzoeker Henry Nottidge Moseley.

## Kenmerken
De vogel is 51 tot 62 cm lang en weegt 2,4 tot 4,3 kg. Het is een relatief kleine soort kuifpinguïn, maar iets groter dan de zuidelijke rotspinguïn. De pinguïn is van boven donker leigrijs tot blauwzwart en van onder wit. De lichtgele kuif begint relatief smal boven het oog en vormt achter het oog een losse gele pluim die afhangt. Deze kuif is iets dichter met veren en geler dan bij de zuidelijke soort. Ook is er een klein verschil in de kleuring van de onderkant van de "flippers".

## Verspreiding en leefgebied
Buiten de broedtijd verblijven de vogels in open zee rond de eilanden waarop ze broeden, waar ze foerageren op voornamelijk krill, maar ook op pijlinktvis en vis. Meer dan 80% van de noordelijke rotspinguïns broeden op Tristan da Cunha en Gough-eiland in het zuiden van  de Atlantische Oceaan, de rest broedt op Saint-Paul-eiland en Amsterdam-eiland in de Indische Oceaan. Er zijn dus in totaal zeven eilanden met een totale landoppervlakte van 250 km2 waar gebroed wordt. Ze nestelen op zowel kale rotsige grond als tussen grote graspollen.

## Status
De grootte van de populatie werd in 2017 door BirdLife International geschat op 413 duizend volwassen vogels. Op grond van onderzoek wordt aangenomen dat de noordelijke rotspinguïn in de afgelopen 37 jaar (drie generaties) met 57% is afgenomen.Wat precies oorzaken zijn, is niet duidelijk. Er worden soms nog eieren geraapt en pinguïns gevangen en gedood om als aas te gebruiken bij de vangst van krabben. Op sommige eilanden zijn verwilderde honden, varkens en muizen actief en ook kunnen verstoring door ecotoeristen, besmettelijke ziekten of olievervuiling plaatselijk een bedreiging vormen. Om deze redenen  staat de zuidelijke rotspinguïn bedreigd op de Rode Lijst van de IUCN.